# Anteu
|  | Per a altres significats, vegeu «Anthaeus». |

Anteu (en llatí Anthaeus o Antheus, en grec antic Ἀνθεύς) fou un escultor grec de molt bona reputació en la seva feina, però sense arribar a nivells d'excel·lència a la seva obra. Va viure a la segona meitat del segle ii aC, segons diu Plini el Vell.